# Tchekéta
Tchékéta est un village de la région de l'Extrême-Nord (Cameroun), département du Mayo-Danay et arrondissement de Gobo, à proximité de la frontière avec le Tchad. Ce village est limité au nord par le village Guéré, à l’Est par Ouro Bouna, au Sud par Tikem et à L’Ouest par Dongo. Ce village fait partie du canton de Mousseye, l'un des deux cantons de l'arrondissement de Gobo.

## Démographie
Tchékéta a une population estimée à 1 396 habitants dont 633 hommes (45 %) et 763 femmes (55 %) lors du dernier recensement de 2010. La population de Tchékéta représente 2,6 % de la population de la commune de Gobo.